# Češi a Slováci v Bělorusku

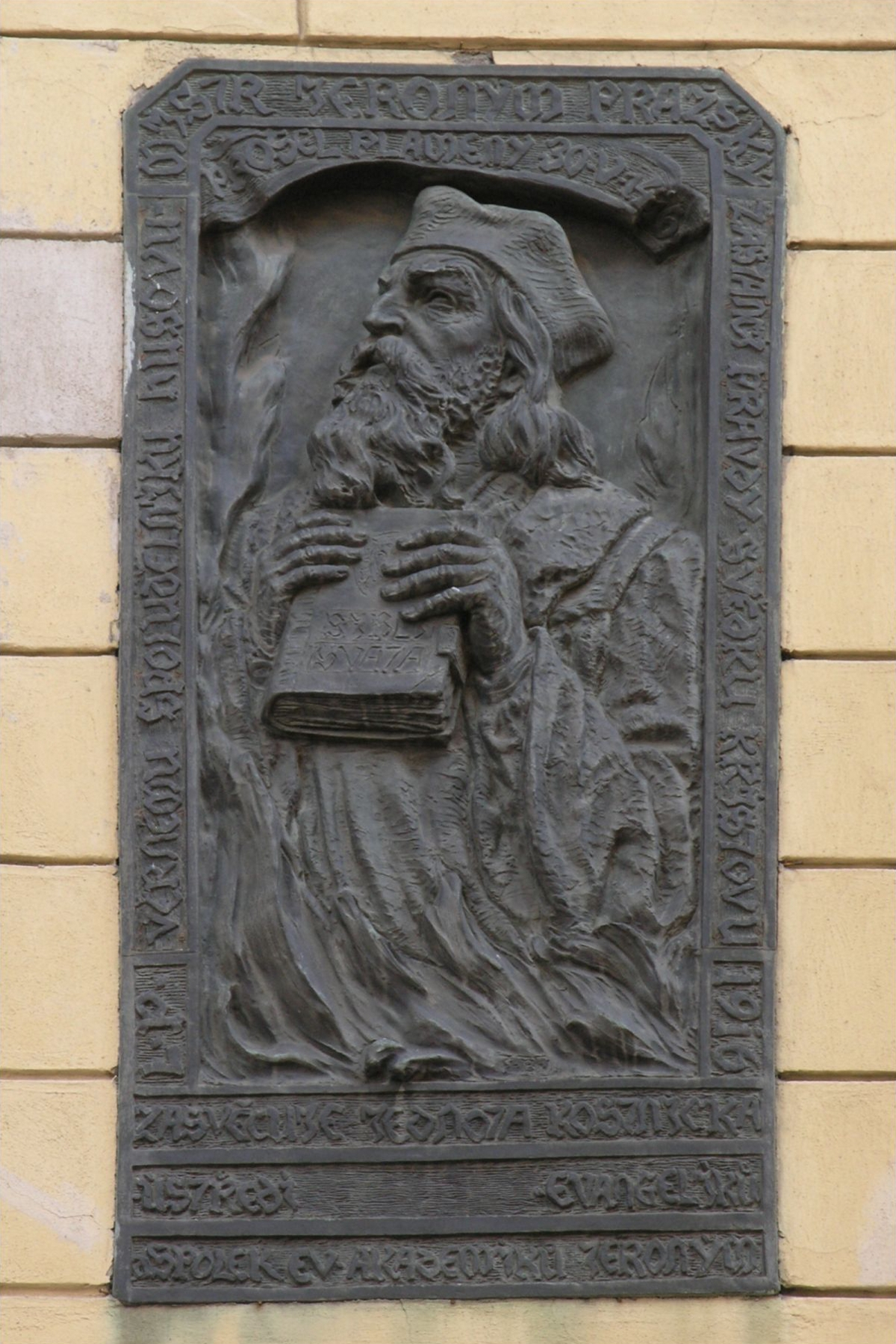
Jeroným Pražský

Češi a Slováci jsou v Bělorusku početně nevelkou národnostní menšinou. V 19. století zde docházelo výraznější k české a slovenské osídlovací migraci.

## Historie

### Středověk a novověk
Češi a Slováci se v Bělorusku objevovali již ve středověku, tedy za časů Litevského velkoknížectví, kde se usazovali ve městech i na venkově, jak o tom mj. svědčí i názvy řady zde vzniklých osad (Čechaŭščyna, Čechaŭcy, Čechovščina) v Hrodenské a Minské oblasti. V letech 1412 až 1413 navštívil města Vilnius, Vitebsk a Polotsk později pro herezi upálený husitský kazatel Jeroným Pražský, což si mezi zdejším katolickým či pravoslavným obyvatelstvem získalo značnou pozornost.
V 17. a 18. století byl v běloruských zemích v oběhu typ mince s názvem čech o nominální hodnotě jeden a půl groše.

### 19. století
Nejvýznamnější informace o přesídlení Čechů do Běloruska jsou známy po zrušení nevolnictví v Ruském impériu roku 1861, kdy do Polesí začali přicházet z ukrajinské Volyně kolonisté z českých a slovenských národnostních území, především pak tzv. Volyňští Češi, spolu s německými osadníky. Levné pozemky a ústupky carské vlády přispěly k jejich hromadné migraci do Běloruska.
Dne 10. července 1870 vydal ruský kabinet ministrů dekret „O usídlení Čechů ve Volyňské gubernii“, podle kterého byli noví přistěhovalci mj. na 5 let osvobozeni od daní a dalších odvodů, "pokud se svými syny usadí v Rusku“. Bylo jim také umožněno přijmout ruské občanství bez poskytnutí policejních informací a čekací doby. Čeští osadníci sem byli pozváni i místními statkáři a mj. též iniciativou rodiny Horvátovy, sídlící v okresu Rychecky Ujazd nedaleko Minsku, v této době se sem přistěhovalo více než 130 rodin. Usazovali se především v pozdější Homelské oblasti, ve větší míře pak v obcích Holovchytskyi a Barbary, kterým se postupem času začalo říkat Čechi-Holovchytskyi a Čechi-Babrovsky (později obec Barbarjov v Mazyrském rajónu). Byly zde mj. zakládány české farnosti.
Postupem času se politické a sociální poměry pro Čechy zde začaly zhoršovat: v roce 1888 byly úředně zrušeny české farnosti a v roce 1891 i místní samospráva.

### 20. století
Od počátku první světové války začaly v Bělorusku působit rozptýlené česko-slovenské kulturní a vzdělávací dobročinné organizace a spolky. Záhy pak získaly politický program, zejména na konci války a s ustanovením Běloruské lidové republiky. Po vzniku Sovětského svazu pak z politických důvodů uprchlo do československa mnoho běloruských intelektuálů a zastánců běloruské samostatnosti. Během kolektivizace v SSSR zasáhly české a slovenské rodiny v Bělorusku politické represe. V roce 1926 bylo v Běloruské SSR evidováno celkem 650 Čechů a Slováků. V roce 1931 bylo ve vesnici Chekhi-Holovchytskyi 30 českých hospodářství, 7 pak v obci Chatka v Naraŭljanském rajónu. Počet českých krajanů se po dobu trvání SSSR nadále snižoval, částečně jevem národnostní asimilace.

### 21. století
Podle sčítání lidu v roce 1999 žilo v Bělorusku 176 Čechů a 39 Slováků, dle sčítání z roku 2009 pak 121 Čechů a 24 Slováků. Nízký počet krajanů lze částečně zdůvodnit dlouhodobě neutěšenou ekonomickou, sociální či lidskoprávní situací v zemi, které nepřetržitě od roku 1994 vládne autoritářský prezident Alexandr Lukašenko. Rovněž diplomatické styky zůstávají, mj. kvůli běloruské podpoře ruské invaze na Ukrajinu, probíhající od roku 2022, mezi oběma zeměmi ve 20. letech 21. století zcela minimální.